# Adolphe Dugléré
 (avril 2009).
Si vous disposez d'ouvrages ou d'articles de référence ou si vous connaissez des sites web de qualité traitant du thème abordé ici, merci de compléter l'article en donnant les références utiles à sa vérifiabilité et en les liant à la section « Notes et références ».
Adolphe Dugléré, né le 3 juin 1805 à Bordeaux et mort le 4 avril 1884 à Paris, est un chef cuisinier français.

## Biographie
Il trouve sa voie grâce à son père, Jean Dugléré, qui lui aussi fut chef cuisinier[réf. nécessaire].
Élève de Carême, Dugléré a travaillé au Café Anglais et aux Trois frères provençaux, où il a dans son équipe Casimir Moisson, qui s'en va en 1859.
Le 7 juin 1867, à l'occasion de l'Exposition universelle de Paris, il prépare au Café Anglais le dîner des Trois Empereurs composé de 16 plats et qui réunit le futur kaiser Guillaume, le tsar Alexandre II et son fils le futur Alexandre III, ainsi que le chancelier Bismarck.

## Postérité
On lui doit, entre autres, les pommes Anna, le potage Germiny, la poularde Albuféra, le bar à la Dugléré ou la sole à la Dugléré.
Il fut le conseiller d'Alexandre Dumas pour son Dictionnaire sur la gastronomie[réf. nécessaire].